# Bill Foulkes
Bill Foulkes  (St Helens, Merseyside, 1932. január 5. – Manchester, 2013. november 25.) válogatott angol labdarúgó, középhátvéd.

## Pályafutása

### Klubcsapatban
1950-ben a Whiston Boys Club ifjúsági csapatában szerepelt. Még ebben az évben a Manchester Unitedhoz igazolt. Az első csapatban 1951-ben mutatkozott be. Egyike volt azoknak, akik túlélték a csapat 1958. február 6-i müncheni légikatasztrófáját. A repülőgép az ő ülésénél tört ketté, ennek ellenére csak egy kisebb fejsérüléssel mászott ki belőle. A szerencsétlenség után a csapat kapitánya lett 1966-ig. Tagja volt az 1968-ban bajnokcsapatok Európa-kupáját nyerő együttesnek. Az elődöntőben, a Real Madrid ellen érte el tizennyolc éves manchesteri pályafutása legfontosabb gólját, Best beadásából egyenlített. A csapattal négy bajnoki címet és egy angol kupát nyert. Összesen 688 tétmeccsen viselt a United mezét, nála többször csak Ryan Giggs és Bobby Charlton. 1970-ben vonult vissza az aktív labdarúgástól.

### A válogatottban
1954. október 2-án szerepelt az angol válogatottban egy Észak-Írország elleni mérkőzésen. A következő évben az U23-as csapatban lépett pályára ismét, a felnőtt válogatottban többször már nem játszott.

### Edzőként
1975 és 1980 között az Egyesült Államokban dolgozott edzőként. Először a Chicago Sting, majd a Tulsa Roughnecks végül a San Jose Earthquakes csapatánál. Közben az 1979–80-as idényben hazatért és a Witney Town együttesénél tevékenykedett. 1981 és 1985 között Norvégiában, az IL Bryn, a Steinkjer FK, a Lillestrøm SK és a  Viking FK csapatainál vállalt munkát. 1988 és 1992 között a japán Mazda vezetőedzője volt.

## Sikerei, díjai
Manchester United
- Angol bajnokság
  - bajnok (4): 1955–56, 1956–57, 1964–65, 1966–67
- Angol kupa (FA Cup)
  - győztes (1): 1963
- Angol szuperkupa (FA Charity Shield)
  - győztes (4): 1956, 1957, 1965, 1967
- Bajnokcsapatok Európa-kupája (BEK)
  - győztes: 1967–68